# Кларк, Майрон
Майрон Холли Кларк (англ. Myron H. Clark; 3 октября 1806- 23 августа 1892) — американский государственный деятель, губернатор штата Нью-Йорк, политик.

## Биография
Окончив государственную школу, стал членом милиции штата, в рядах которой вырос до звания подполковника. Занялся политической деятельностью, будучи членом партии вигов.
В 1837—1839 годах служил шерифом в округе Онтэрио. После переезда в Канандейгуа в 1850—1851 годах был мэром этого города.
С 1852 по 1854 год — член Ассамблеи штата Нью-Йорк.
В ноябре 1854 года был избран новым губернатором штата Нью-Йорк. На выборах, он выступал как кандидат от коалиции за отмену рабства.
Находился на этом посту в 1855—1857 годах.
Майрон Кларк был последним губернатором Нью-Йорка от партии вигов.
Во время правления он стал инициатором принятия Сухого закона, который через несколько месяцев Верховный суд штата признал неконституционным и отменил его.